# Freiheitsturm (Teheran)
Der Freiheitsturm (persisch برج آزادی borǧ-e āzādī), auch Azadi-Turm ist ein monumentaler, 45 Meter hoher Torbogen und Wahrzeichen des modernen Teheran, der Hauptstadt Irans. Das Bauwerk aus Beton und Granit des iranischen Architekten Hossein Amanat liegt im Stadtteil Tarascht. Das Bauwerk gilt als Nationalsymbol Irans und ist öffentlich begehbar. Während seines Bestehens war es Schauplatz mehrerer staatlicher und nichtstaatlicher Demonstrationen und Kundgebungen. Die exponierte Lage auf einem weitläufigen Platz macht das Bauwerk zu einer weit sichtbaren Landmarke und ist gleichzeitig ein wichtiger Verkehrsknotenpunkt in der iranischen Hauptstadt.

## Lage
Der Freiheitsturm, der westlich der Teheraner Innenstadt liegt, liegt inmitten eines zentralen Verkehrsknotenpunktes. Um den elliptischen Azadi-Platz verlaufen zwei konzentrische Verkehrskreisel, an dem aus vier Himmelrichtungen kommend folgende Schnellstraßen enden: 

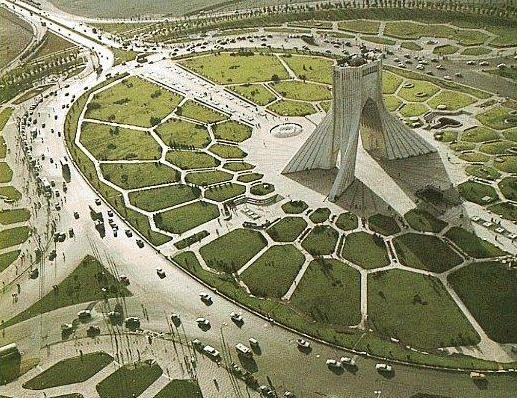
Freiheitsturm und der Azadi-Platz (1971)

- von Süden führt die Saidi Schnellstraße (persisch بزرگراه آیت الله سعیدی, englisch Ayatollah Sa'idi Expressway) an den Platz,
- von Osten die Azadi Straße (persisch خیابان آیزنهاور),
- von Norden die Mohammad Ali Jenah Schnellstraße (persisch بزرگراه محمدعلی جناح)
- von Westen die Straße Nr. 32 (persisch جاده 32, englisch: Lashgari Expressway), die ein Teilstück des Asian Highway 1 ist.

Alle Straßen sind drei- und teilweise vierspurig ausgebaut.

## Geschichte

### Planung und Errichtung

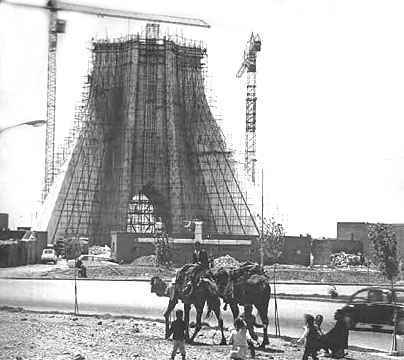
Bauarbeiten am Freiheitsturm

Am 1. September 1966 wurde unter dem Titel „Announcement for the Competition Design for Shahyad-e Aryamehr Monument“ (deutsch: „Ausschreibung zum Entwurfswettbewerb für das Shahyad-e Aryamehr-Denkmal“) in der iranischen Tageszeitung Ettelā'āt ein Architekturwettbewerb für das Bauwerk bekannt gegeben. Als eine der wenigen Beschränkungen wurde aufgrund der Nähe zum Flughafen eine Höhenbegrenzung von 45 Meter vorgegeben.
Der Torbogen wurde nach ersten Entwürfen im Jahr 1967 zwischen der Grundsteinlegung am 2. November 1969 und dem 14. Januar 1971 anlässlich der 2500-Jahr-Feier der Iranischen Monarchie unter dem Namen Shahyad-Turm (etwa „Denkmal der Schahs“) erbaut. Die Eröffnungsfeier des Tors fand am 16. Oktober 1971 statt, für die Öffentlichkeit wurde das Bauwerk erstmals am 14. Januar 1972 zugänglich gemacht. Nach der Iranischen Revolution von 1979 wurde er in Azadi-Turm (englisch Azadi Tower) umbenannt.

### Seit Errichtung

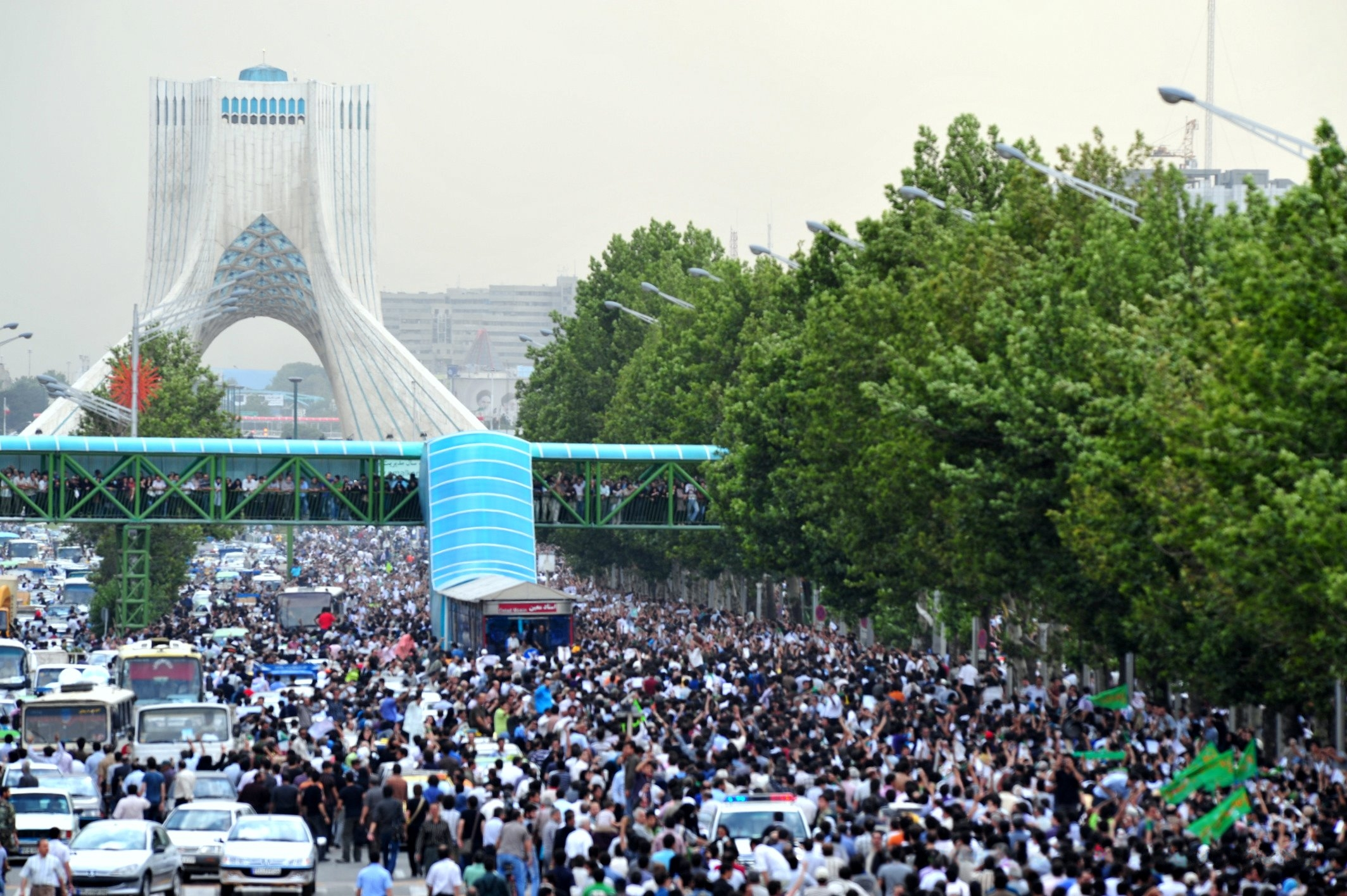
Proteste 2009

1975 ersetzte man die ursprüngliche autovisuelle und multimediale Projektion am Bogen durch eine durch ein tschechoslowakisches Unternehmen geschaffene neue Installation. Unter der Leitung von Jaroslav Frič (1924–2000) entstand eine computergesteuerte Installation, die 20 Film- und 120 Durchlichtprojektoren verwendete. Neben 12.000 Meter Film verwendete man rund 20.000 Diapositive.
Am 15. Juni 2009 kam es im Zuge der Proteste nach der iranischen Präsidentschaftswahl zu Massenprotesten in größeren Städten Irans. Allein auf dem Azadi-Platz rund um den Freiheitsturm protestieren über eine Million Menschen.
Am 3. Oktober 2015 organisierte der Deutsche Philipp Geist eine Illumination mit dem Titel Gate of Words am Freiheitsturm.

## Beschreibung

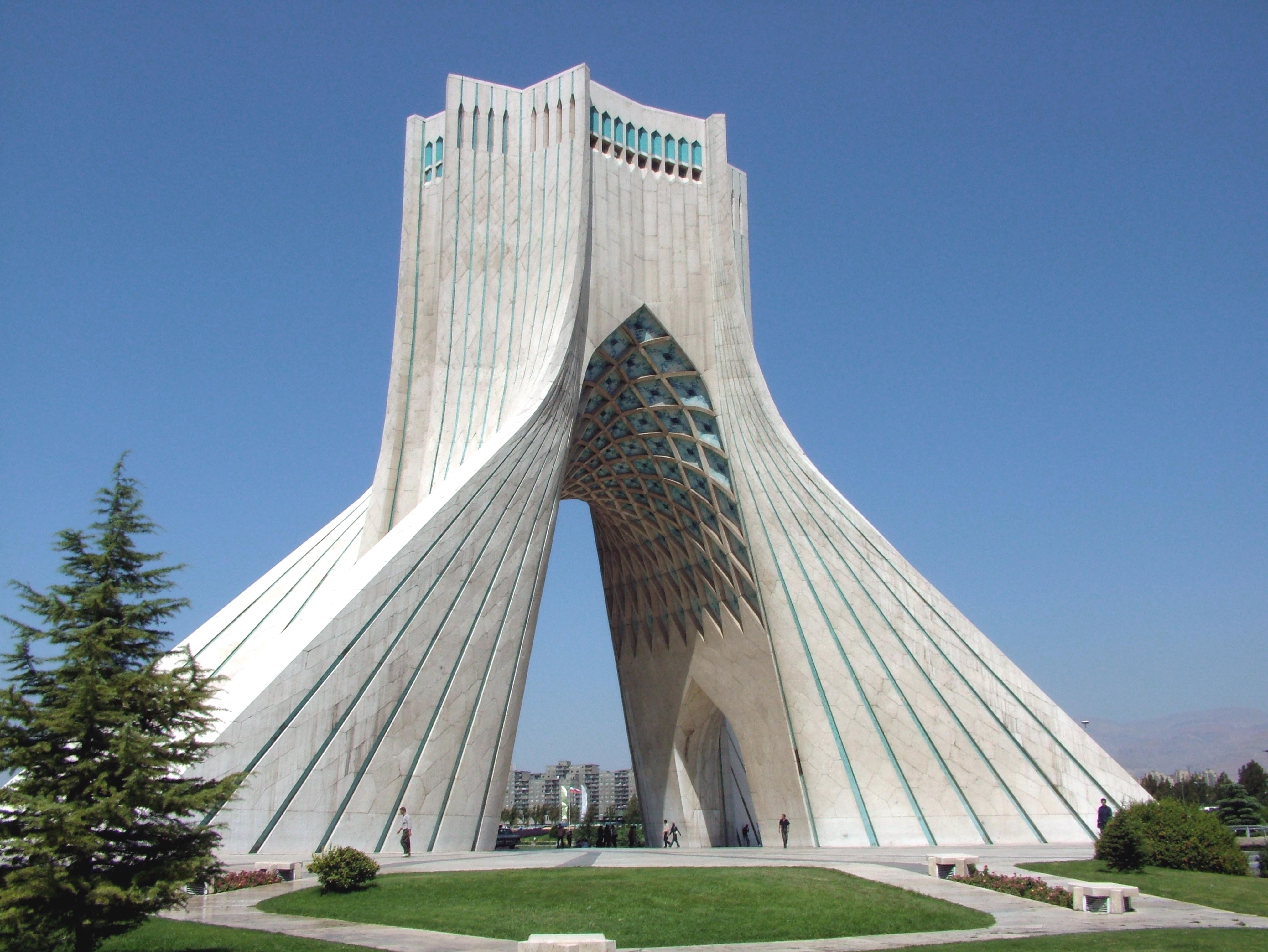
Seitliche Ansicht

Der vom iranischen Architekten Hossein Amanat im Auftrag von Schahbanu Farah Pahlavi gebaute Torbogen ist 45 Meter hoch und 63 Meter breit und stellt eine Verbindung aus Islamischer Architektur und des Stiles der Sassaniden dar. Seine spitzbogige Öffnung mit einer Höhe von 21 Metern überfasst die dahinter liegende rundbogige Öffnung. Die schräge Fläche zwischen beiden Bögen wird durch ein Netzgewölbe ausgefüllt, welches die Innenfläche bis fast zu den seitlichen Öffnungen überspannt. Das Bauwerk weckt Erinnerungen an eine Pischtak, eine überdimensionale Portal-Schauwand einer persischen Moschee und Madrasa. Der Azadi-Turm ist völlig eingedeckt mit über 25.000 weißen, in Isfahan gebrochenen Marmorsteinen. Der Torbogen ist Teil des Azadi-Kulturkomplexes, der auf dem über 50.000 Quadratmeter großen, elliptischen Azadi-Platz (von persisch azadi „Freiheit“) in Teheran zu finden ist. Die Halbachsen der Ellipsen betragen 105 und 190 Meter.
Das Bauwerk verfügt über vier Ebenen und zwei Aufzüge im nördlichen und südlichen Bauwerksteil. Das erste Geschoss auf einer Höhe von 23,40 Metern befindet sich oberhalb des Bogens, das 2. Geschoss auf 33 Metern wurde als Kuppelsaal ausgestaltet. Es existiert ein Zwischengeschoss auf 39,50 Meter, das Dachgeschoss mit Aussichtsplattform befindet sich auf einer Höhe von 43,50 Meter. 
Unter dem Torbogen befinden sich mehrere unterirdisch gelegene Museen (Azadi-Turm Museum, Meteoriten Museum), eine Bibliothek und mehrere Springbrunnen.

## Rezeption
Auch wenn der ursprüngliche Name Shahyad-Turm heutzutage in der iranischen Bevölkerung weitestgehend unbekannt ist, ist vielen Iranern seine Rolle in der Entstehung und seine geplante Rolle vielen bewusst. Das gleichzeitig säkulare und imperiale Schah-Regime strebte mit dem Denkmal eine symbolhaft moderne Ausrichtung des Landes an. Nach der Absetzung des Schahs 1979 im Zuge der Islamischen Revolution und der Umbenennung in Azadi-Turm eignete sich das neue Regime das Bauwerk für seine Zwecke an. Es diente damit dem Nationalstaat als Stütze, wurde aber auch von nichtstaatlichen Akteuren und Protesten gegen das Mullah-Regime genutzt.

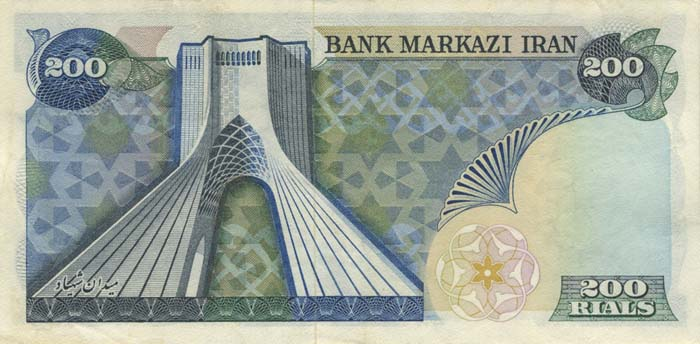
Rückseite der 200-Rial-Note

1974 ersetzte man die Rückseite der 200-Rial-Geldnote und stellte den Shahyad-Turm dar. Die so genannte Mohammad-Reza-Shah-Serie der Geldnoten lief bis Ende der 1970er Jahre und wurde dann ersetzt. Der Freiheitsturm wurde in der neuen Serie nicht mehr abgebildet.